# Приют (Мордовский район)
Приют — упраздненный посёлок в Мордовском районе Тамбовской области России. Входил в состав Ивановского сельсовета России. Исключен из учётных данных в 2017 году.

## География
Посёлок находился в юго-западной части Тамбовской области, в лесостепной зоне, в пределах Окско-Донской низменной равнины, на левом берегу реки Грязнуши, к западу от автодороги 68А-006, на расстоянии примерно 35 километров (по прямой) к северу от Мордова, административного центра района. 

### Климат
Климат умеренно континентальный, относительно сухой, с холодной продолжительной зимой и тёплым летом. Средняя температура воздуха самого холодного месяца (января) — − −10,6 °C (абсолютный минимум — −39 °C); самого тёплого месяца (июля) — 20,6 °C (абсолютный максимум — 40 °С). Продолжительность периода с положительной температурой колеблется от 145 до 150 дней. Среднегодовое количество атмосферных осадков составляет 450—475 мм, из которых большая часть выпадает в тёплый период. Снежный покров держится в течение 135 дней.

## Население
| 2010 |
| ---- |
| 0    |

### Национальный состав
Согласно результатам переписи 2002 года, в национальной структуре населения русские составляли 96 % из 56 чел.